# Sclerocoelus hemorrhoidalis
Sclerocoelus hemorrhoidalis är en tvåvingeart som beskrevs av Marshall 1997. Sclerocoelus hemorrhoidalis ingår i släktet Sclerocoelus och familjen hoppflugor. Inga underarter finns listade i Catalogue of Life.